# کسی¹ بزغاله
کسی¹ بزغاله یک ستاره است که در صورت فلکی بزغاله قرار دارد.